# Nadrian Seeman
Nadrian C. "Ned" Seeman (16 décembre 1945 - 16 novembre 2021) est un nanotechnicien et cristallographe américain connu pour avoir inventé le domaine de la nanotechnologie en ADN,,.

## Biographie
Seeman étudie la biochimie à l'université de Chicago et la cristallographie à l'université de Pittsburgh. Il devient membre du corps professoral de l'université d'État de New York à Albany et, en 1988, il rejoint le Département de chimie de l'université de New York.
Il est surtout connu pour son développement du concept de la nanotechnologie en ADN à partir du début des années 1980. À l'automne 1980, alors qu'il se trouve dans un pub du campus, Seeman s'inspire de la gravure sur bois Depth de Maurits Cornelis Escher pour réaliser qu'un réseau tridimensionnel pouvait être construit à partir d'ADN. Il se rend compte que cela peut être utilisé pour orienter les molécules cibles, simplifiant leur étude cristallographique en éliminant le processus difficile d'obtention de cristaux purs. Dans la poursuite de cet objectif, le laboratoire de Seeman publie la synthèse du premier objet tridimensionnel à l'échelle nanométrique, un cube d'ADN, en 1991. Ce travail remporte le prix Feynman 1995 en nanotechnologie. Le concept du double croisement d'ADN dissemblable introduit par Seeman est un tremplin important vers le développement de l'origami ADN. L'objectif de démontrer des cristaux d'ADN tridimensionnels conçus est atteint par Seeman en 2009, près de trente ans après son énonciation originale de l'idée.
Les concepts de la nanotechnologie de l'ADN trouvent ensuite d'autres applications dans le calcul de l'ADN la nanorobotique de l'ADN et l'auto-assemblage de la nanoélectronique. Il partage le prix Kavli en nanosciences 2010 avec Don Eigler « pour leur développement de méthodes sans précédent pour contrôler la matière à l'échelle nanométrique »,. Il est membre de l'Académie norvégienne des sciences et des lettres.
Il est athée. Seeman est décédé le 16 novembre 2021, à l'âge de 75 ans.